# Eureka (Nevada)
Eureka je sídlo v okrese Eureka County ve státě Nevada ve Spojených státech amerických. Je zároveň správním střediskem tohoto okresu. V rámci stejnojmenného území pro sčítání lidu (census-designated place) žije 414 obyvatel.
Osada zde byla založena v roce 1864, kdy zde prospektoři nalezli zásoby stříbra. Brzy zde vyrostlo městečko, které se roku 1873 stalo střediskem nově vzniklého okresu Eureka County. O pět let později zde žilo asi 10 tisíc lidí. Po následném snížení těžby klesal i počet obyvatel. V současnosti se zde těží především olovo.
Eurekou prochází silnice U.S. Route 50, severně od městečka se nachází letiště.